# Diana Costa e Silva
Diana Tavares Costa e Silva (Lisboa, 25 de Outubro de 1979) é uma actriz portuguesa.

## Biografia
Diana Costa e Silva nasceu em Lisboa a 25 de Outubro de 1979.
No cinema, começou a sua carreira em 1994 (perto dos 15 anos), participando no filme Cinco Dias, Cinco Noites (1996) de José Fonseca e Costa, seguindo-se  filmes como Duplo Exílio (2001) ou A Corte do Norte (2008). Pelo seu desempenho em Duplo Exílio, de Artur Ribeiro, Diana Costa e Silva seria distinguida no  Festival de Cinema Luso-Brasileiro (2011), de Santa Maria da Feira.
Em televisão, para além de telenovelas como O Jogo (2003) ou Podia Acabar o Mundo (2008), a actriz participou em séries como Bocage (2006), Nome de Código: Sintra (2007) ou O Dia do Regicídio (2008). Foi precisamente pela sua participação em O Dia do Regicídio, de Fernando Vendrell, que Diana Costa e Silva foi uma das nomeadas no Festival de Televisão de Monte Carlo (2008), juntamente com Pedro Wallenstein, Ricardo Aibeo e Suzana Borges.
No teatro, em 2009, fez parte do elenco da primeira peça da recém-criada companhia Teatro da Terra (Ponte de Sor) intitulada A Casa de Bernarda Alba, de Lorca, com encenação de Maria João Luís.

## Teatro
- 2009 - A Casa de Bernarda Alba [5]
- 2011 - As Lágrimas Amargas de Petra von Kant [6]
- 2012 - O Libertino [7]

## Cinema
| Ano  | Título                                      | Ref.        |
| ---- | ------------------------------------------- | ----------- |
| 1996 | Cinco Dias, Cinco Noites                    | [ 2 ]       |
| 1997 | Le Bassin de J.W.                           |             |
| 2000 | A Noiva                                     |             |
| 2001 | Duplo Exílio                                | [ 2 ] [ 3 ] |
| 2007 | Daqui p'rá Frente                           |             |
| 2008 | 4 Copas                                     |             |
| 2008 | A Corte do Norte                            | [ 2 ]       |
| 2009 | Histórias de Alice                          |             |
| 2012 | Florbela                                    |             |
| 2012 | Em Segunda Mão                              |             |
| 2012 | O Rapaz que Ouvia Pássaros (curta metragem) |             |
| 2013 | Vagô (curta metragem)                       |             |
| 2015 | Emília (curta metragem)                     | [ 8 ]       |

## Televisão
| Ano     | Título                 | Ref.  |
| ------- | ---------------------- | ----- |
| 1997    | Riscos                 | [ 2 ] |
| 2001    | O Espírito da Lei      | [ 2 ] |
| 2002    | Residencial Tejo       |       |
| 2003    | O Jogo                 | [ 2 ] |
| 2006    | Bocage                 | [ 2 ] |
| 2007    | Nome de Código: Sintra | [ 2 ] |
| 2008    | O Dia do Regicídio     | [ 2 ] |
| 2008    | Casos da Vida          |       |
| 2008    | Podia Acabar o Mundo   | [ 2 ] |
| 2010    | Cidade Despida         |       |
| 2011    | O Dom                  |       |
| 2012    | Perdidamente Florbela  |       |
| 2012    | Maternidade            |       |
| 2014    | Jardins Proibidos      |       |
| 2015-16 | Santa Bárbara          |       |
| 2016    | A Única Mulher         |       |
| 2017-18 | Jogo Duplo             |       |